# Arash Hejazi
Arash Hejazi (* 1971 in Teheran) ist ein iranischer Schriftsteller, Arzt und Übersetzer. Er übersetzt englische und portugiesische Bücher ins Persische, darunter die Werke von Paulo Coelho. Durch ein Interview über den Tod von Neda Agha-Soltan in der BBC wurde er weltbekannt. Arash Hejazi ist studierter Mediziner.

## Werke

### Romane
- The Grief of The Moon, Teheran, 1994
- The Princess of the Land of Eternity, Caravan Books Publishing House, Teheran, 2004
- Kaykhusro, Caravan Books Publishing House, Teheran, 2009

### Kurzgeschichten (Auswahl)
- The Cave, erschienen in Jashne Ketab (Literaturmagazin), 2003
- The Dark Hate, erschienen in Book Fiesta (Literaturmagazin), 2007

### Essays
- The influences of storytelling on children's anxiety disorders, Iran University of Medical Sciences.
- „Important Factors on Determining the Print Run for Books“, Publishing Industry, Tehran's Union of Publishers and Booksellers Magazine.
- „Last Call for a New Blood: the disinterest of UK and US publishers towards books in translation and its implications“, Oxford Brookes University, International Centre of Publishing Studies

### Übersetzungen
Hejazi übersetzte u. a. die Werke von Paulo Coelho, Milan Kundera und Lord Dunsany ins Persische.